# Баптист фон Алтхан
Йохан Баптист Юлиус фон Алтхан (на немски: Johann Baptist Julius von Althann; * 1568; † 1629) е фрайхер от австрийския благороднически род фон Алтхан.

## Живот
Той е син на фрайхер Евстах фон Алтхан (* ок. 1543; † 20 декември 1602;) и първата му съпруга Елизабет фон Ененкел († 3 февруари 1578). Брат е на Кристоф фон Алтхан († 1589), Волфганг Вилхелм († 1592) и Георг († 1600), женен от 1599 г. за Енгелбург фон Елтцинг (1577 – 1627). Внук е на рицар фрайхер Волфганг фон Алтхан († сл. 1541), който е епископски хауптман на епископството Фрайзинг и служи при крал Фердинанд I, и Анна фон Пьотинг († 1581). Правнук е на Йохан Вилхелм фон Алтхан († 1492) и Магдалена фон Нот. Баща му се жени втори път 1580 г. за фрайин Мария фон Полхайм (1560 – 1620).
Баща му Евстах и братята му Кристоф фон Алтхан и Волфганг Вилхелм са издигнати от император Максимилиан II на 24 март 1574 г. на фрайхер в Голдег и Мурщетен и са приети в „Херенхауз“ на Долна Австрия.
Синовете на Йоахан Баптист фон Алтхан са издигнати на графове. Клонове на фамилията съществуват и до днес.

## Фамилия
Баптист фон Алтхан се жени на 3 май 1597 г. за Анна Йохана Мария фон Траутмансдорф (1579 – 1610), дъщеря на Волфганг Дитрих фон Траутмансдорф (1541 – 1594) и Кристина Волкра (1551 – 1590). Те имат децата:
- Йохан Евстахиус (* ок. 1602, † 1652), граф, женен I. за фрйин Сузана Катарина фон Хайм цу Райхенщайн, II. 1629 г. за фрайин Якобея Ева фон Алтхан († 1641), III. 1641 г. за графиня Елизабет Елеонора Урзини фон Благай
- Евстахиус Рудолф (* ок. 1604, † 1642), граф, женен на 6 май 1630 г. за фрайин Анна Мария фон Тойфенбах (* 1611; † 21 октомври 1643)
- Волфганг Евстахиус (* ок. 1606
- Филип Евстахиус (* ок. 1608)
- Ева Регина (* ок. 1598, † 1661), омъжена за Кристоф Еренрайх фон Кьонигсберг
- Мария (fl 1610)
- Йохана Евстахия († между 24 октомври 1676 и 4 февруари 1677 в Щайерсберг), омъжена на 22 април 1635 г. за Йохан Ернст Еренрайх фон Вурмбранд-Щупах (* 1606; † 22 януари 1691 в замък Щайерсберг)